# Verbesina pleistocephala
Verbesina pleistocephala là một loài thực vật có hoa trong họ Cúc. Loài này được (Donn.Sm.) B.L.Rob. miêu tả khoa học đầu tiên năm 1907.